# La vendetta di Diane
La vendetta di Diane (False Pretenses), conosciuto anche con il titolo Soci in affari, è un thriller per la televisione del 2004, diretto da Jason Hreno e con protagonista l'attrice australiana Peta Wilson.
Andato in onda negli Stati Uniti in prima visione sul canale Lifetime il 25 ottobre 2004, in Italia è stato trasmesso su Rai 2 il 25 novembre 2006.

## Trama
La splendida Diane e suo marito Rand sono una coppia molto affiatata e molto innamorata. Rand rimane però coinvolto in un brutto affare di lavoro, cercando di fare soldi facili. Aiutato dal suo consulente finanziario e amico fidato Mitch, Rand impegna parecchio denaro preso in prestito dalla sua ditta, ipotecando la sua stessa casa, in un investimento che si rivela essere una truffa ai suoi danni. L'amico Mitch infatti ne è l'artefice ed a truffa ultimata, sparisce con il denaro dell'amico. Diane all'oscuro di tutto viene messa al corrente dal suo fidanzato a truffa avvenuta. Rand non riuscendo ad affrontare la disastrosa situazione si toglie la vita. A Diana non rimane altro che andare via e cercare di rifarsi una vita, si trasferisce infatti in Messico. Si trova un lavoro e si fa dei nuovi amici, ma quando un bel giorno si trova ad incontrare casualmente Mitch, non può fare a meno di volersi vendicare di quello che le aveva fatto e che aveva fatto al suo povero fidanzato. Diane quindi cerca di farsi assumere da Mitch ed entrare così nei suoi loschi affari in modo da poterlo denunciare, sicura anche dell'aiuto di un poliziotto locale che crede esserle amico ed innamorato. Diane alla fine scopre che anche il poliziotto fa parte dei loschi affari di Mitch, così decidendo di contare solo sulle sue forze e grazie all'aiuto di due suoi colleghi ed amici, Diane riesce alla fine a far incastrare Mitch ed ottenere la sua vendetta.

## Distribuzione
In Italia, il film è stato pubblicato in DVD da Medusa Video a partire dal 25 gennaio 2006, usando il titolo originale.